# Peter Villax
Peter Pál de Lancastre Houssemayne du Boulay Villax ComMAIC (Lisboa, 27 de Novembro de 1958) é um empresário português.

## Carreira
Estudou no Liceu Francês em Lisboa e em Londres, de 1962 a 1976, e licenciou-se em Política e Economia pela Universidade de Aberdeen, em Aberdeen, Aberdeenshire, Escócia, Grã-Bretanha e Irlanda do Norte, de 1977 a 1982, juntando-se à Hovione em 1981.
Começou a sua carreira profissional como estagiário na empresa de semicondutores International Rectifier, em El Segundo, Califórnia, em 1982, a que se seguiu uma carreira de 8 anos como informático, juntando-se, depois, à Hovione, como programador de computadores.
Em 1989-90, foi para o Japão com o "Executive Training Programme", patrocinado pela Comunidade Económica Europeia, para aprender Japonês e trabalhar para os clientes mais importantes da Hovione.
Depois de regressar a Portugal, em 1991, ingressou na Administração da Hovione, e a sua carreira tem sido dedicada à pesquisa e desenvolvimento de terapias de inalação pulmonar, tornando-se um inventor e autor de patentes. Atualmente, a Hovione é líder mundial no desenvolvimento de produtos inaláveis, com uma grande participação/relevância no desenvolvimento de novos princípios ativos.
Antigo Secretário da Mesa da Assembleia Geral, de 2003 a 2006, e Membro do Conselho Fiscal da COTEC Portugal, é Presidente da Associação Portuguesa de Empresas Familiares, Membro do Conselho de Administração e da Direcção da Health Cluster Portugal, Presidente da Comissão de Propriedade Intelectual da Associação Comercial de Lisboa/CCI, Membro Externo do Conselho Superior / Assembleia do Instituto de Tecnologia Química e Biológica da Universidade Nova de Lisboa, da Faculdade de Farmácia da Universidade de Coimbra e da Faculdade de Medicina da Universidade de Lisboa e é Vice-Presidente da Farma e Inovação e Membro do Conselho de Administração da Hovione.
A 17 de Janeiro de 2006 foi feito Comendador da Ordem Civil do Mérito Agrícola, Industrial e Comercial Classe Industrial.
É mentor e um dos subscritores do Manifesto dos 100, contra a possibilidade dum Governo de Coligação de Esquerda e Extrema Esquerda entre o Partido Socialista, a Coligação Democrática Unitária (Partido Comunista Português e Partido Ecologista Os Verdes) e o Bloco de Esquerda, em Novembro de 2015, em virtude de ser detrimental para a iniciativa económica e empresarial.

## Família
Villax é o primeiro de três filhos e uma filha de Ivan Villax (Magyaróvár, Hungria, 16 de Abril de 1925), um Engenheiro Químico de origem Húngara (filho do Dr. Ödön [Edmund] Villax e de sua mulher, Marianne Manninger [irmã de János Manninger]) e de sua mulher, Diane de Lancastre Houssemayne du Boulay (Lisboa, São Sebastião da Pedreira, 4 de Janeiro de 1935), de ascendência Francesa [Houssemayne du Boulay], Inglesa [de Lancastre], Dinamarquesa (ou Alemão-Transilvano) [ Hornung ] e Maltesa [Bleck], neta materna do 6.° Conde da Lousã (sobrinho-neto do 1.° Visconde de Lancastre e 1.° Conde de Lancastre), os quais fundaram a Hovione, uma empresa de princípios ativos farmacêuticos, em 1959.
É casado com sua parente distante Isabel Maria Pinto Basto Bobone (Moçambique, 28 de Junho de 1959), filha de João Bruno Ferreira Pinto Basto Bobone (6 de outubro de 1928) e de sua mulher, Luísa Maria Roque de Pinho Pinto Basto (Lisboa, 30 de janeiro de 1936), e irmã de Bruno Carlos Pinto Basto Bobone, de ascendência Portuguesa, Italiana [Bobone], Inglesa [Jervis, Custance, Allen] e Francesa [Larcher], prima-sobrinha de Álvaro Barreto, neta paterna do 4.° Conde de Bobone e bisneta por via matrilineal do 2.° Conde de Alto Mearim, e tem quatro filhas e dois filhos.